# Pentas angustifolia
Pentas angustifolia är en måreväxtart som först beskrevs av Achille Richard, och fick sitt nu gällande namn av Bernard Verdcourt. Pentas angustifolia ingår i släktet Pentas och familjen måreväxter. Inga underarter finns listade i Catalogue of Life.